# Ectopria leechi
Ectopria leechi is een keversoort uit de familie keikevers (Psephenidae). De wetenschappelijke naam van de soort werd in 1981 gepubliceerd door Brigham.